# بیوماونت، استرالیای جنوبی
بیوماونت (به انگلیسی: Beaumont) یک حومه شهر در استرالیا است که در استرالیای جنوبی واقع شده‌است.